# Колф, Виллем Йохан
Виллем Йохан (Пим) Колф (нидерл. Willem Johan "Pim" Kolff; 14 февраля 1911 — 11 февраля 2009) — пионер гемодиализа и создания искусственных органов. Виллем принадлежит к старому нидерландскому дворянскому роду Колфов. В 1950 году мигрировал в Соединённые Штаты Америки, где в 1955 году получил американское гражданство.

## Нидерланды
Виллем Колф родился в Лейдене, Нидерланды. Изучал медицину в Лейденском университете, после продолжил изучение терапии в Университете Гронингена. Одним из его первых пациентов был 22-летний мужчина, который медленно умирал от почечной недостаточности. Это побудило Колфа к исследованиям направленным на поиск искусственной замены почек. Также во время пребывания в Гронингене, Колф организовывает в 1940 первый банк крови в Европе.
Во время Второй мировой войны Виллем Колф находился в Кампене, где принимал активное участие в сопротивлении немецкой оккупации. В это же время Колф разрабатывает первую функционирующую искусственную почку. В 1943 году аппарат впервые применяется при лечении пациента. В 1945 году впервые удалось вывести пациента из уремической комы с помощью гемодиализа. В связи с этим в 1946 году Колф получает степень доктора (ранга summa cum laude) в Университете Гронингена. Таким образом, Виллем Колф открыл начало новой лечебной практике, которая спасла жизнь миллионам людей страдающим острой или хронической почечной недостаточностью.

## США
В 1950 году он покидает Нидерланды, в поисках новых возможностей для своих исследований в Соединённых Штатах. В клинике Кливленда он участвует в разработке аппарата искусственного кровообращения необходимого во время операций на сердце. Он также усовершенствовал свою машину диализа.
В 1967 году он становится главой Отдела Искусственных Органов и Института Биомедицинской Инженерии в Университете штата Юта, где он принимал участие в разработке искусственного сердца, первый экземпляр которого был имплантирован в 1982 году пациенту Барни Кларку, который прожил ещё четыре месяца с искусственным сердцем функционировавшим на момент смерти Кларка.

## Оказанное влияние
Виллем Йохан Колф заслуженно считается Отцом искусственных органов. Его причисляют к числу наиболее важных врачей двадцатого века. Он стал почётным доктором в 12 университетах по всему миру, получил 120 международных наград, среди которых AMA Scientific Achievement Award в 1982 году, Премия Японии в 1986 году, премия Альберта Ласкера клинического медицинского исследования в 2002 году, Премия Расса в 2003 году. В 1990 году он был назван журналом Life Magazine в списке 100 самых важных персон XX века. Он номинировался вместе с Уильямом Добеллем на Нобелевскую премию по физиологии и медицине в 2003 году. Роберт Джарвик, работавший в лаборатории Колфа в Университете штата Юта начиная с 1971 года, назвал Колфа вдохновителем на создание первого постоянно действующего искусственного сердца.
Виллем Йохан Колф умер за три дня до своего 98 дня рождения 11 февраля 2009 года в Филадельфии.